# Raión de Tokmak
Tokmak (en ucraniano: Токмацький район) es un raión o distrito de Ucrania en el óblast de Zaporiyia. 
Comprende una superficie de 1442 km².
La capital es la ciudad de Tokmak.

## Demografía
Según estimación de 2010 contaba con una población total de 27.200 habitantes.

## Otros datos
El código KOATUU es 2325200000. El código postal 71716 y el prefijo telefónico +380 6178.